# Dieter Allhoff
Dieter-W. Allhoff (* 7. April 1943) ist ein deutscher Sprechwissenschaftler und Sprecherzieher. Er lehrte von 1975 bis 2008 an der Universität Regensburg.

## Leben
Allhoff stammt aus Mülheim an der Ruhr. Er absolvierte ein Studium der Germanistik, Politik, Geschichte, Philosophie und Sprecherziehung/Sprechwissenschaft an den Universitäten Tübingen, Heidelberg und München. Er promovierte 1975, seine Dissertation ist eine „Rhetorische Analyse der Reden und Debatten des ersten deutschen Parlamentes von 1848/49 insbesondere auf syntaktischer und semantischer Ebene“.
Von 1975 bis 2008 leitete er das Lehrgebiet „Mündliche Kommunikation und Sprecherziehung“ an der Universität Regensburg, zu der die Bereiche Sprecherziehung, Rhetorik, Sprechbildung, Sprechtherapie und Sprechkunst gehören. Allhoff leitete die Prüfstelle für Sprecherzieher der Deutschen Gesellschaft für Sprechwissenschaft und Sprecherziehung (DGSS) in Regensburg. Im Jahr 1990 erreichte er die Einrichtung eines universitären Studiengangs zum Sprecherzieher in Regensburg, 2005 initiierte er zusammen mit Brigitte Teuchert den Master-of-Arts-Studiengang „Speech Communication and Rhetoric“.
Zusammen mit seiner Frau Waltraud Allhoff gründete er zudem ein privates Managementinstitut, das Institut für Rhetorik & Kommunikation (IRK), für das Absolventen des Regensburger Studiengangs in beruflicher Aus- und Weiterbildung tätig sind.
Dieter Allhoff war ab 1975 Mitglied der Wissenschaftskommission der Deutschen Gesellschaft für Sprechwissenschaft und Sprecherziehung (DGSS). Von 1989 bis 1995 war er 1. Vorsitzender, anschließend bis 1997 2. Vorsitzender der DGSS. Allhoff war 1978 Gründer des DGSS-Landesverbands Berufsvereinigung der Sprechpädagogen, Sprechtherapeuten, Sprechkünstler und Rhetorik-Dozenten in Bayern e. V. (BVS Bayern) und bis 2010 dessen 1. Vorsitzender. Von 1983 bis 2008 war er Herausgeber der von ihm begründeten Fachzeitschrift sprechen. Zeitschrift für Sprechwissenschaft – Sprechpädagogik – Sprechtherapie – Sprechkunst.

## Veröffentlichungen
- als Herausgeber: Sprechen lehren – reden lernen. Beiträge zur Stimm- und Sprachtherapie, Sprechbildung und Sprecherziehung, Rhetorischen und Ästhetischen Kommunikation. Ernst Reinhardt Verlag, München/Basel 1987.
- als Herausgeber: Schlüsselkompetenz Mündliche Kommunikation. E. Reinhardt, München 2001, ISBN 3-497-01570-9.
- mit Waltraud Allhoff: Rhetorik und Kommunikation. 17. Auflage. E. Reinhardt, München 2016, ISBN 978-3-497-02661-6.